# Tractat de Teschen
El Tractat de Teschen signat el 13 de maig de 1779 a Teschen (avui Cieszyn) va posar fi a la Guerra de Successió bavaresa.
El tractat de pau establia que l'Arxiducat d'Àustria havia de retornar a l'Electorat de Baviera tot el territori que havia adquirit en l'últim any, excepte un menut districte en la part oriental del riu Inn; també Àustria havia d'accedir a la futura unió de Prússia amb Ansbach i Bayreuth; i finalment, l'elector de Saxònia rebria una indemnització en diners en canvi dels territoris bavaresos que reclamava.